# Leder und Schuh
Leder & Schuh este cel mai mare retailer austriac de încălțăminte și unul dintre primii șase retaileri din Europa.
Leder & Schuh operează un număr de 300 de magazine, deschise sub diferite branduri, precum Corti, Dominici, Top Schuh, Shoe 4 You, Humanic sau Jello, fără a deține însă facilități de producție.
Magazinele companiei se află în Austria, Germania, Slovacia, Cehia, Polonia, Slovenia și Ungaria.
Număr de angajați în 2007: 3.082
Cifra de afaceri în 2006: 406,3 milioane de euro

## Leder und Schuh în România
Compania a intrat pe piața din România în 2008 și s-a extins apoi în principalele centre comerciale din țară.
În anul 2014, compania era prezent pe piața locală cu nouă magazine, dintre care cinci în București și câte unul în Cluj, Iași, Sibiu și Constanța.
Cifra de afaceri în 2013: 10 milioane euro 